# JR貨物U28A形コンテナ
U28A形コンテナ（U28Aがたコンテナ）は、日本貨物鉄道（JR貨物）輸送用として籍を編入している20ft級・標準内容積28m3の私有コンテナ（ドライコンテナ）である。

## 概要
本形式の数字部位 「 28 」は、コンテナの容積を元に決定される。このコンテナ容積28 m3の算出は、厳密には端数四捨五入計算の為に、内容積27.5 m3 - 28.4 m3の間に属するコンテナが対象となる。また形式末尾のアルファベット一桁部位「A」は、コンテナの使用用途（主たる目的）が「普通品の輸送」を表す記号として付与されている。

## 特記事項
日本国有鉄道時代に運用されていたUC5形の後継形式として、現在も極一部の特殊仕様（ U28A-1・U28A-57 ）等を除き、アパレル製品輸送用として全国的に使用されている。

## 番台毎の概要

### 0番台

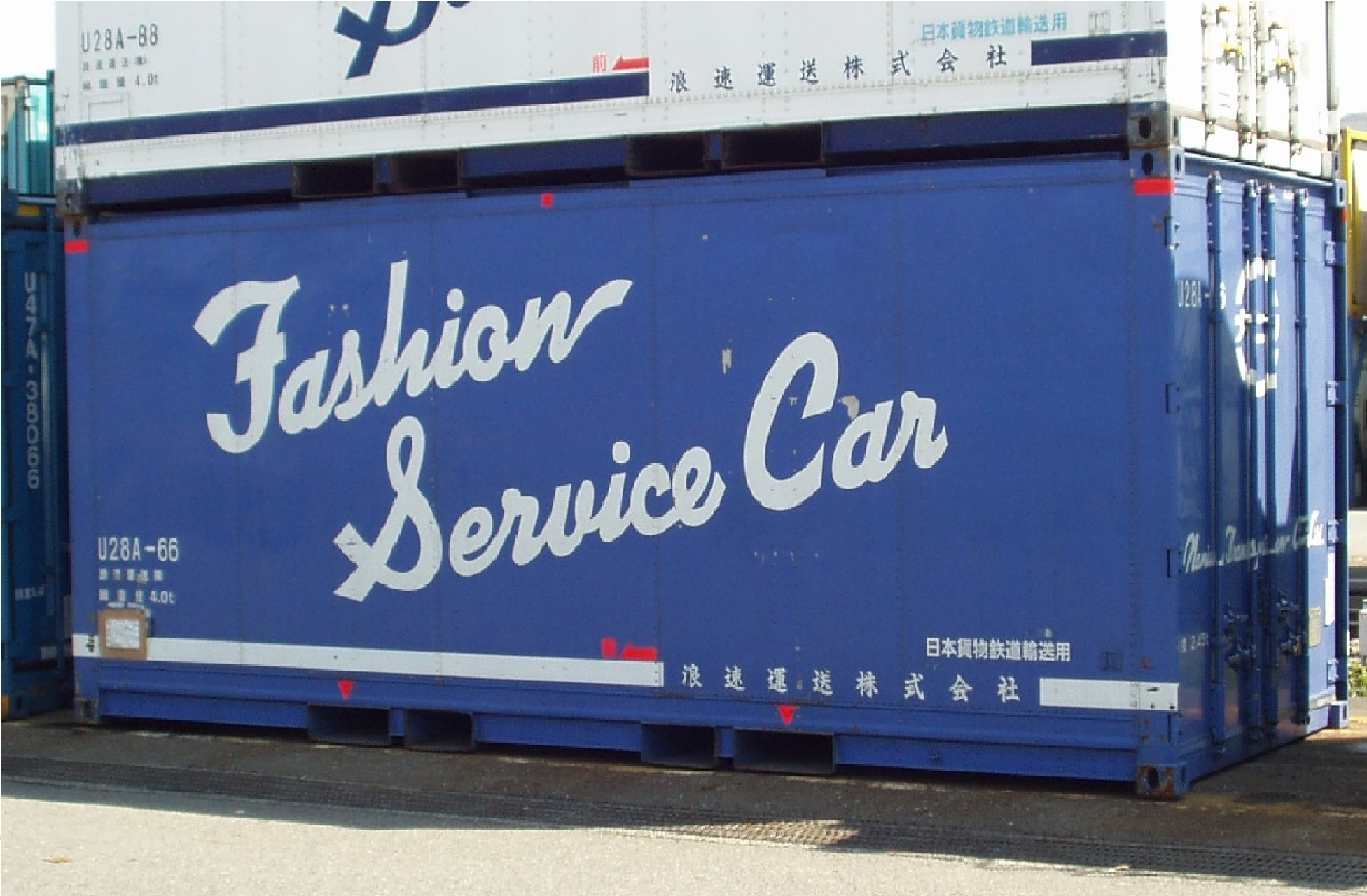
U28A-66 浪速運送所有

- 1

JR貨物東北支社所有。※鉄道コンテナ初のフルウイング開閉式コンテナ。
2 ~ 56
浪速運送所有。総重量4t。※ハンガーコンテナ仕様。製造当初はFashion Service Carの文字は横書き。

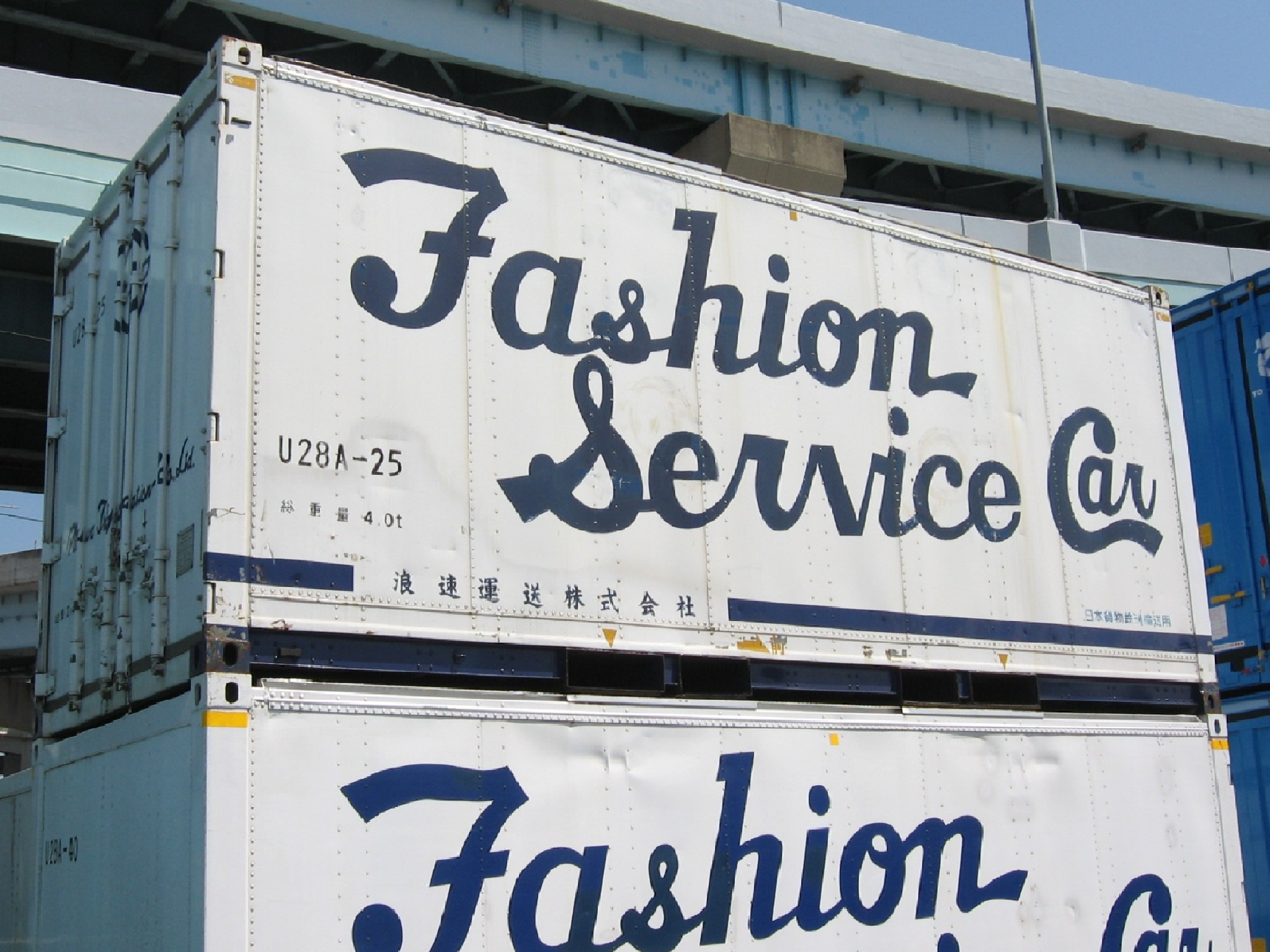
U28A-25 浪速運送所有

57
日本フレートライナー所有。※車載引越コンテナ仕様。

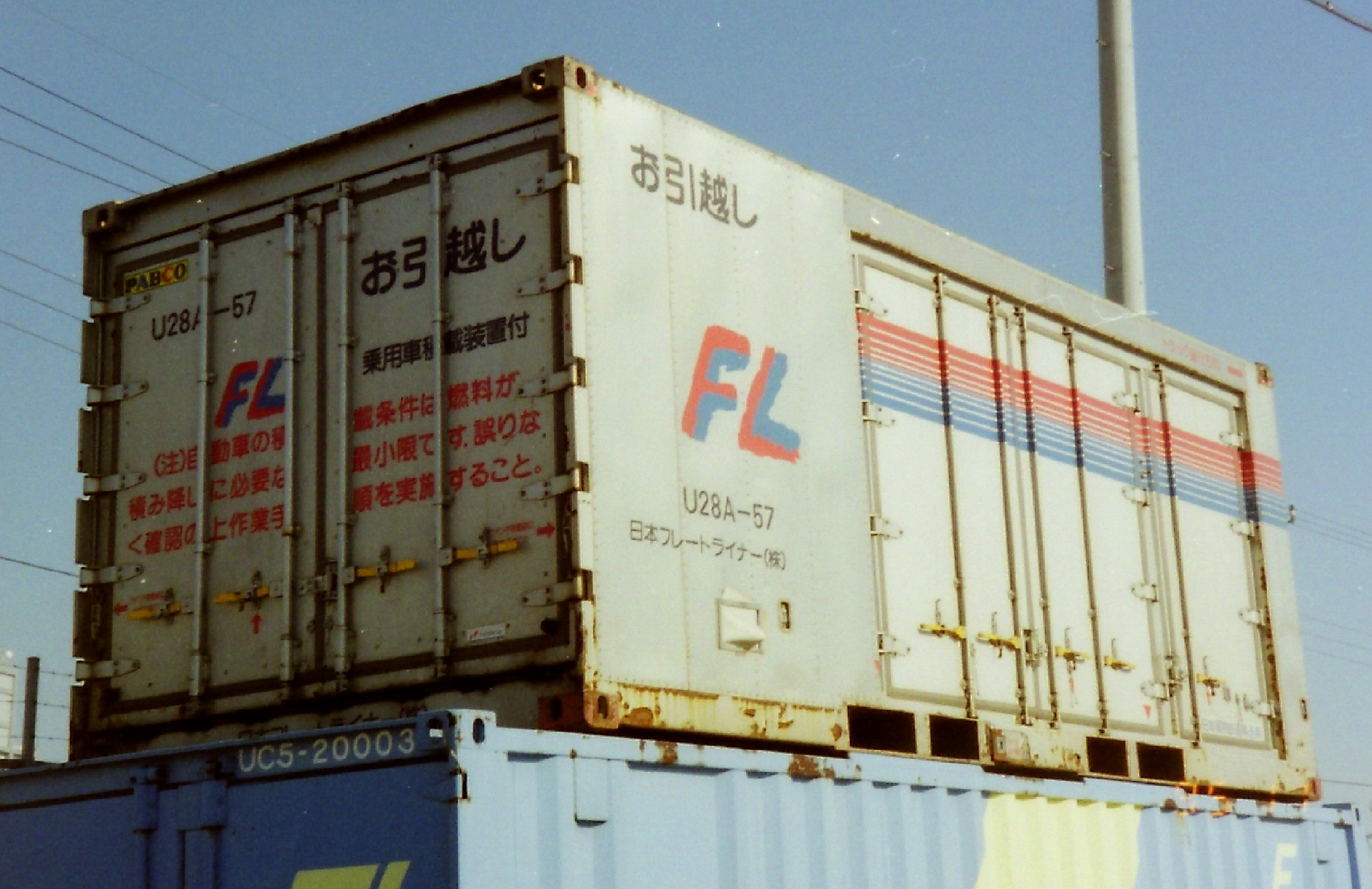
U28A-57 日本フレートライナー所有
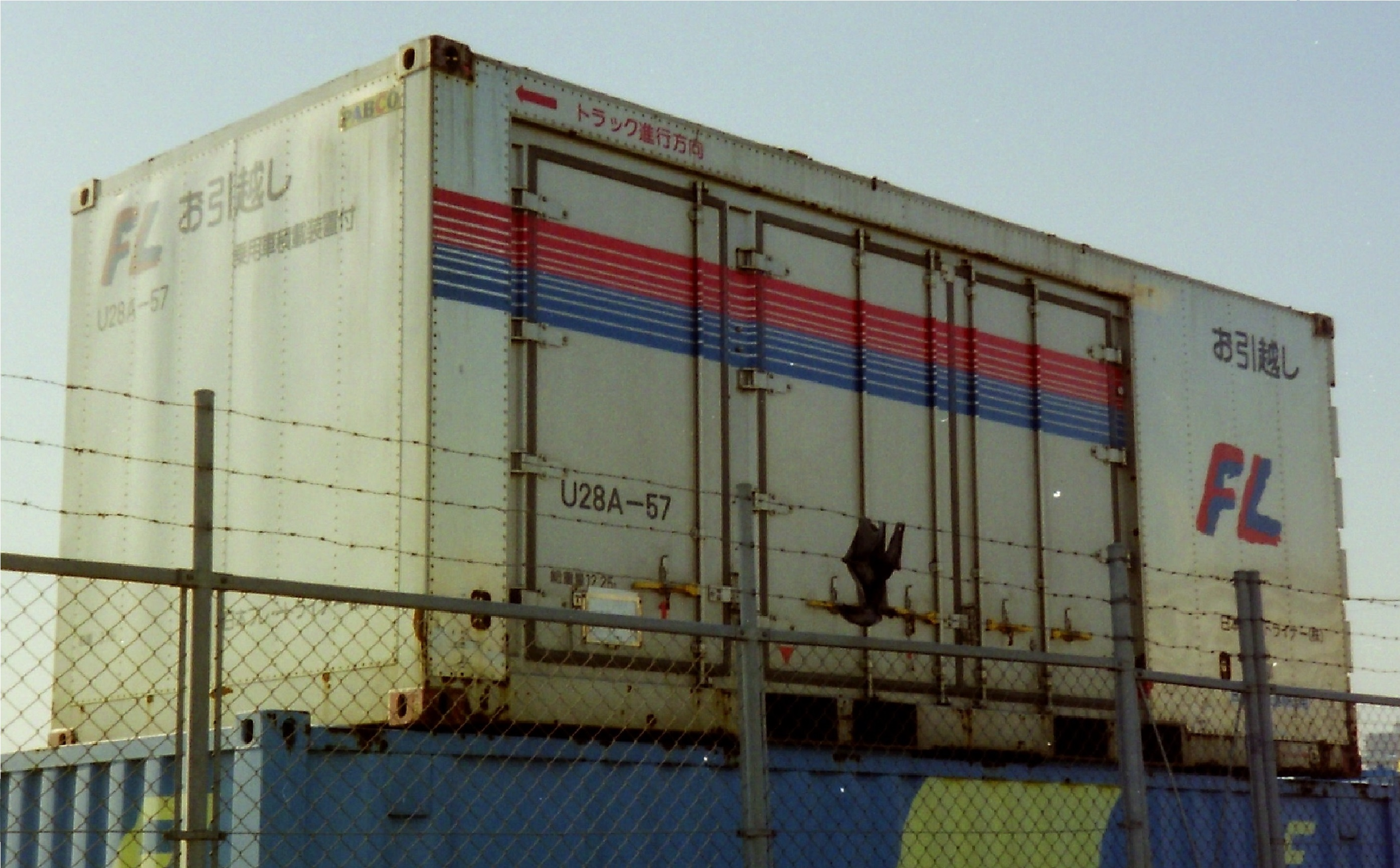
U28A-57 日本フレートライナー所有

58 - 88
浪速運送所有。総重量4t。※ハンガーコンテナ仕様。製造当初Fashion Service Carの文字は斜め書き。
- U28A-66 浪速運送所有